# Edward Weston (chimiste)
Pour les articles homonymes, voir Edward Weston et Edward Weston (homme politique).
Edward Weston (né le 9 mai 1850 à Oswestry, dans le Shropshire – mort le 20 août  1936 à Montclair (New Jersey)) est un chimiste anglo-américain passé à la postérité pour ses recherches en galvanoplastie et pour l'invention d'une pile électrique, la Pile Weston, servant d’étalon de tension électrique,. Weston était rival de Thomas Edison dans les débuts de la production et la distribution électrique.

## Biographie
Rejeton d'une famille de négociants, Weston commença des études de médecine avant de se tourner définitivement vers la chimie. Il émigra aux États-Unis une fois diplômé en 1870, et y trouva un emploi dans le placage des métaux. Prenant conscience des besoins de l'industrie américaine en sources de courant permanentes, il se consacra à la production d'électricité, inventa plusieurs dynamos et génératrices. Finalement, il trouva des associés pour créer la Weston Electric Light Company à Newark (New Jersey), et obtint l'adjudication de l'éclairage du Pont de Brooklyn. Weston a été membre fondateur du directoire du futur New Jersey Institute of Technology. Certaines de ses inventions, instruments et écrits sont conservés à la bibliothèque de l'université et au Weston Museum. Weston fut président de l'American Institute of Electrical Engineers à partir de 1888-89.
Il élabora deux alliages nouveaux, le constantan et la manganine (en) et mit au point divers instruments pour la mesure du courant électrique. En 1888 il créa la Weston Electrical Instrument Corporation, usine réputée pour ses voltmètres, ampèremètres, wattmètres, ohmmètres, fréquencemètres, transformateurs et capteurs électriques. Weston a mis au point une méthode pour produire des aimants véritablement permanents. Il conçut et fabriqua un tachymètre magnétique, ainsi que l'ammètre embarqué des motos Harley-Davidson. Cette même année 1888, il fut élu président de l'American Institute of Electrical Engineers (AIEE), fonction qu'il conservera jusqu'en 1889.
Weston a inventé et breveté en 1893 une pile chimique saturée en cadmium, dont la cathode est un amalgame de cadmium au calomel, et l'anode du mercure pur. L'électrolyte est une solution aqueuse de sulfate de cadmium. La pile Weston délivre une tension extrêmement stable dans le temps, ce qui en a longtemps fait un étalon commode pour l'étalonnage des voltmètres. Son coefficient de température a depuis été fortement réduit en ne saturant pas entièrement la solution, qui est son format courant aujourd'hui. Lorsque cette pile fut adoptée l'étalon international de FEM en 1911, Weston renonça à ses droits d'exploitation.
Weston a déposé 334 brevets au cours de sa carrière,
Son fils, Edward Faraday Weston (1878–1971), a obtenu des brevets pour divers dosimètres, produits par Weston Electrical Instrument Corporation et largement diffusés depuis les années 1930. Il est l'inventeur du système de contrôle de la vitesse de défilement des pellicules de film.